# Southampton
Southampton (výslovnost  [ˌsaʊθˈhæmptən]IPA) je město, samostatná správní jednotka a přístav na jižním pobřeží Anglie. Je nejbližším velkým městem poblíž oblasti New Forest a nachází se asi v polovině vzdálenosti mezi Portsmouthem a Bournemouthem. Southampton je centrem konurbace neoficiálně označované jako Greater Southampton.

## Historie
I když nálezy potvrzují existenci osídlení v této oblasti z doby kamenné, první stálé sídlo bylo založeno Římany. Jmenovalo se Clausentum a bylo významným obchodním přístavem pro velká římská města Winchester a Salisbury.
Anglosasové přestěhovali centrum města přes řeku Itchen do jeho současné polohy a i v té době to byl významný přístav. Centrum osídlení se nacházelo v oblasti nyní označované jako St Mary's area a osada nesla jméno Hamwic, později Hamtun a ještě později Hampton.
Předpokládá se, že vikinský král Knut I. Veliký roku 1014 v oblasti Southamptonu porazil Ethelreda II. a byl zde také korunován. Prosperita přístavu byla ale zajištěna až po vpádu Normanů roku 1066, kdy se město stalo hlavním překladištěm na cestě mezi Winchesterem (tehdy hlavním městem země) a Normandií.
Ve 13. století se město stalo nejvýznamnějším přístavem země, především díky obchodu s vlnou. Roku 1417 byl postaven Wool House jako skladiště vlny pro obchod s Flandry a Itálií. Tato budova je nyní využita jako muzeum námořnictví a nachází se nedaleko Town Quay. Obsahuje také výstavu věnovanou lodi Titanic,která odsud odplouvala 10. dubna 1912 na svou osudnou plavbu.
Roku 1338 bylo město vydrancováno francouzským vojskem. Po tomto útoku byly vybudovány městské hradby, jejichž zbytky jsou viditelné dodnes. Pro nedostatek finančních prostředků na výstavbu opevnění bylo pro ochranu města použita kombinace hradeb a opevněných domů. Roku 1417 byla postavena God's House Tower, první účelová stavba pro dělostřelectvo postavená v Anglii. V současnosti zde sídlí muzeum archeologie.
Ve středověku se významným odvětvím rozvíjejícím se v Southamptonu stala stavba lodí. Roku 1447 se Southampton stal statutárním hrabstvím.

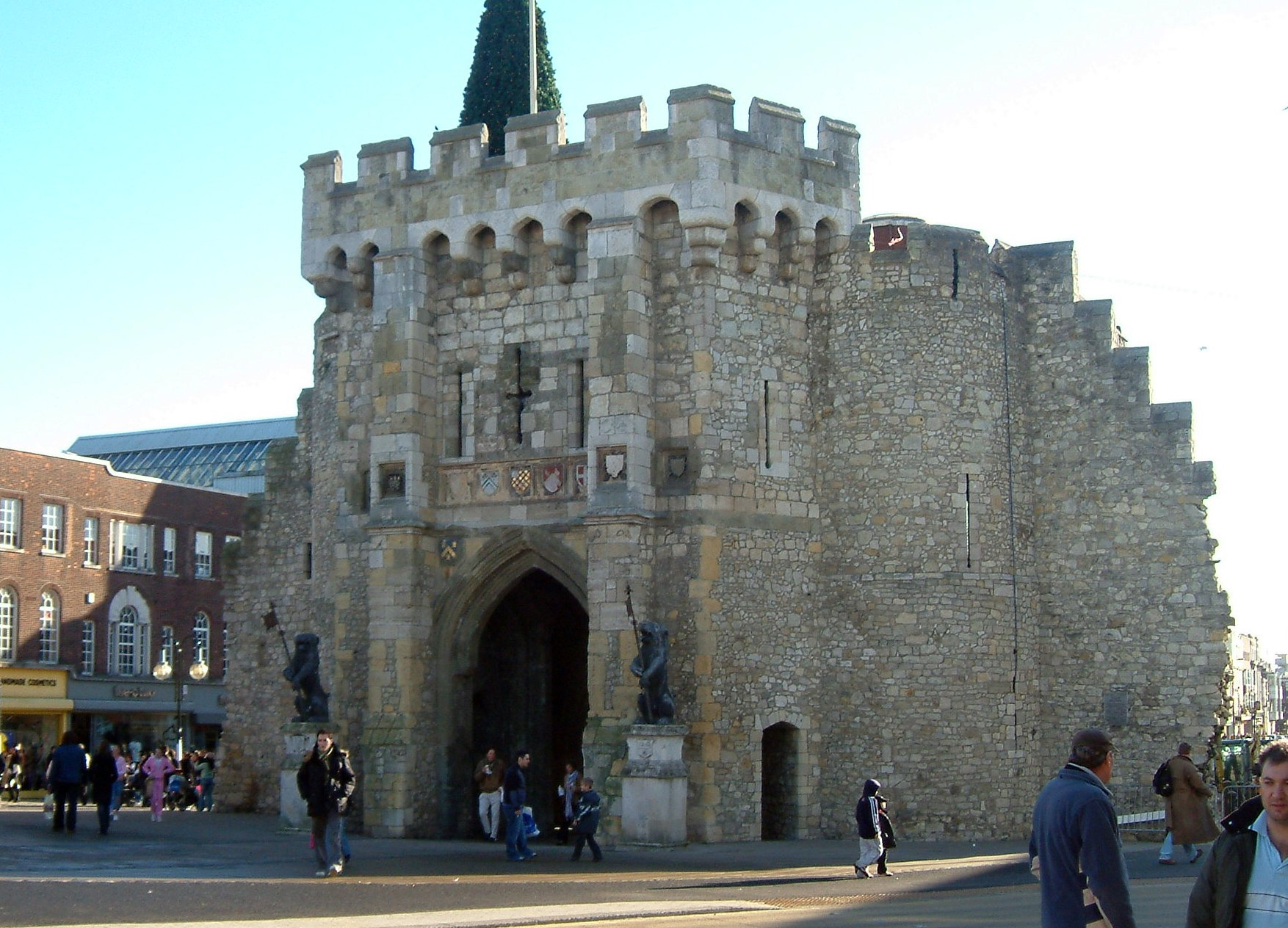
Bargate

Roku 1553 byla vybudována King Edward VI Grammar School, střední škola pro chudé duchovní. Tato škola se zachovala jako výběrová, všeobecně vzdělávací škola do současnosti. Roku 1623 odsud vyplula loď Mayflower s poutníky (Pilgrim Fathers) do Ameriky. Od té doby byl přístav hlavním nástupním místem pro mnoho vystěhovalců ze starého světa do různých zemí světa nového – Ameriky, Austrálie, Kanady, Nového Zélandu a Jižní Afriky.
Stejně jako jiné luxusní zaoceánské parníky té doby, vyplul ze Southamptonu i parník Titanic. V Andrews Parku stojí památník posádce této lodi. Hned naproti se nachází pomník hudebníků z Titanicu. Velká část personálu na této lodi pocházela z města a jeho okolí a této tragédii je věnována i expozice v Muzeu námořnictví ve Wool Hall'. Od té doby je Southampton přístavem, z něhož vyplouvají další luxusní lodě – Queen Elizabeth II, Oriana a nedávno Queen Mary II.
Ve městě se nachází první stálý pomník věnovaný městem padlým v první světové válce. Byl vztyčen 6. listopadu 1920 a v té době obsahoval 1 000 jmen, které byly později doplněny na počet 2 008. Nachází se ve West Parku, naproti památníku Titanicu.
V průběhu druhé světové války bylo město terčem mnoha útoků, a to jednak proto, že se jednalo o významný přístav, tak i proto, že zde byly vyvinuty a vyráběny vojenské hydroplány. Zachráněna byla oblast starého města včetně Bargate – původně hlavní vstupní brány do města, často používaná jako symbol města. Jednou ze zachovaných výjimek je kostel svatého Michala, jehož centrální věž pochází z roku 1070 a německé letectvo ji používalo jako navigační bod.

## Současnost
Ve městě se nachází vysoké školy University of Southampton a Southampton Solent University. West Quay bylo v době otevření největším nákupním centrem v Evropě umístěným ve středu města. Město je také sídlem Státního geodetického úřadu Velké Británie a Národního oceánografického centra.

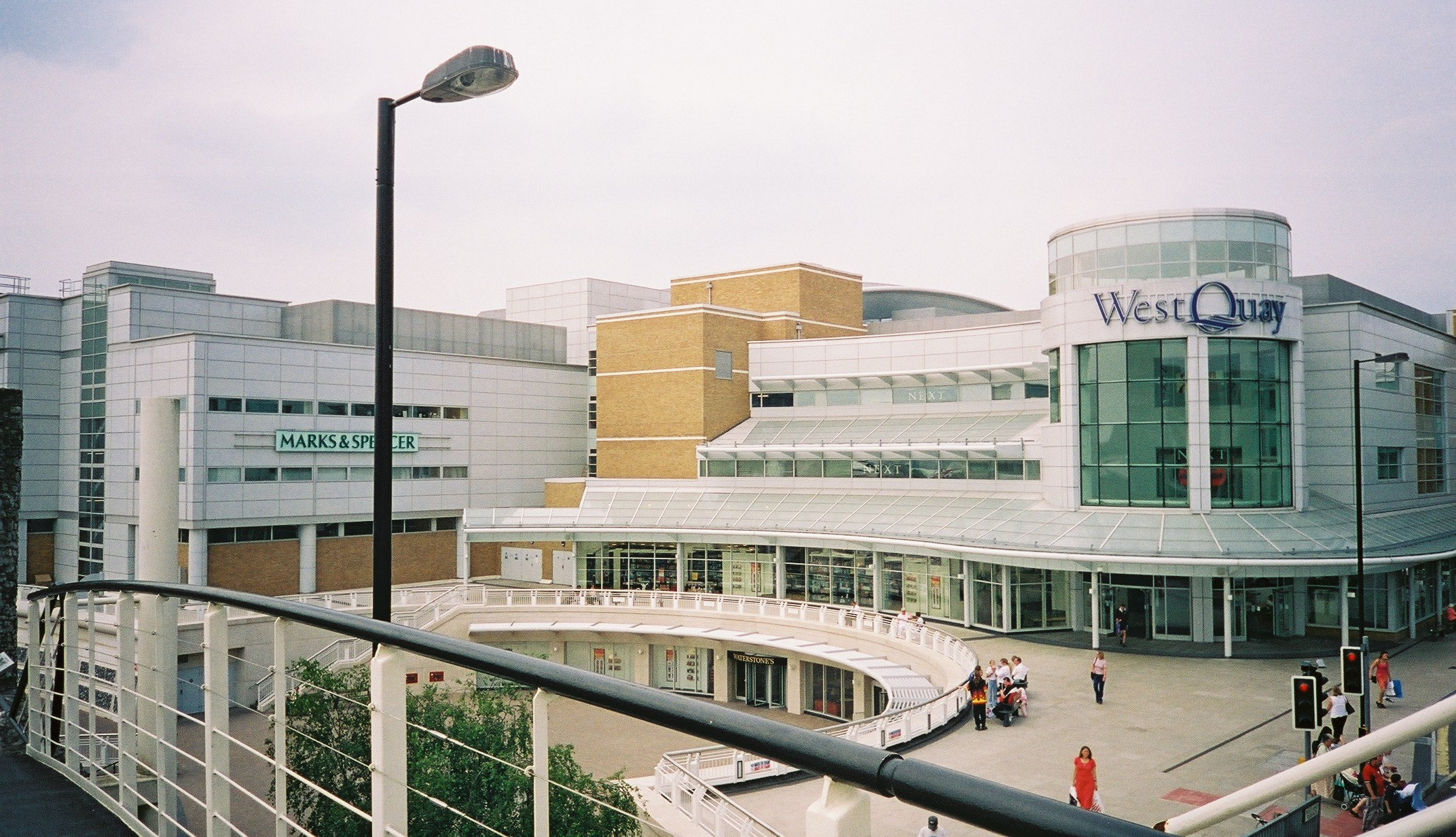
Nákupní centrum West Quay

Southampton byl vždy významně spojen s námořnictvem. V první polovině 20. století představoval počet odbavených pasažérů v Southamptonu asi polovinu celostátního objemu lodní dopravy. V současnosti je domovským nebo přestupním přístavem mnoha luxusních zaoceánských lodí a stává se významným překladištěm pro kontejnerové lodě.
Southampton je označován jako zelené město pro velký počet míst veřejné zeleně a parků. Uvádí se, že ať se nacházíte na jakémkoli místě ve městě, vidíte ve svém okolí alespoň jednu zelenou plochu. Největším parkem je Southampton Common, jehož jedna část je místem pořádání letních festivalů, cirkusů a lunaparků. Plocha tohoto parku je větší než londýnského Hyde Parku a zahrnuje i rezervaci s volně se pohybujícími zvířaty na místě původní southamptonské zoologické zahrady, koupaliště a několik jezer a rybníků. Ve městě se také nachází sportovní centrum, které je střediskem veřejného sportovního života, a zahrnuje mimo jiné alpská centrum, tematický park a atletické centrum používané profesionálními atlety.
Southampton se vyznačuje významnou polskou minoritou čítající asi 20 000 obyvatel.

## Správa

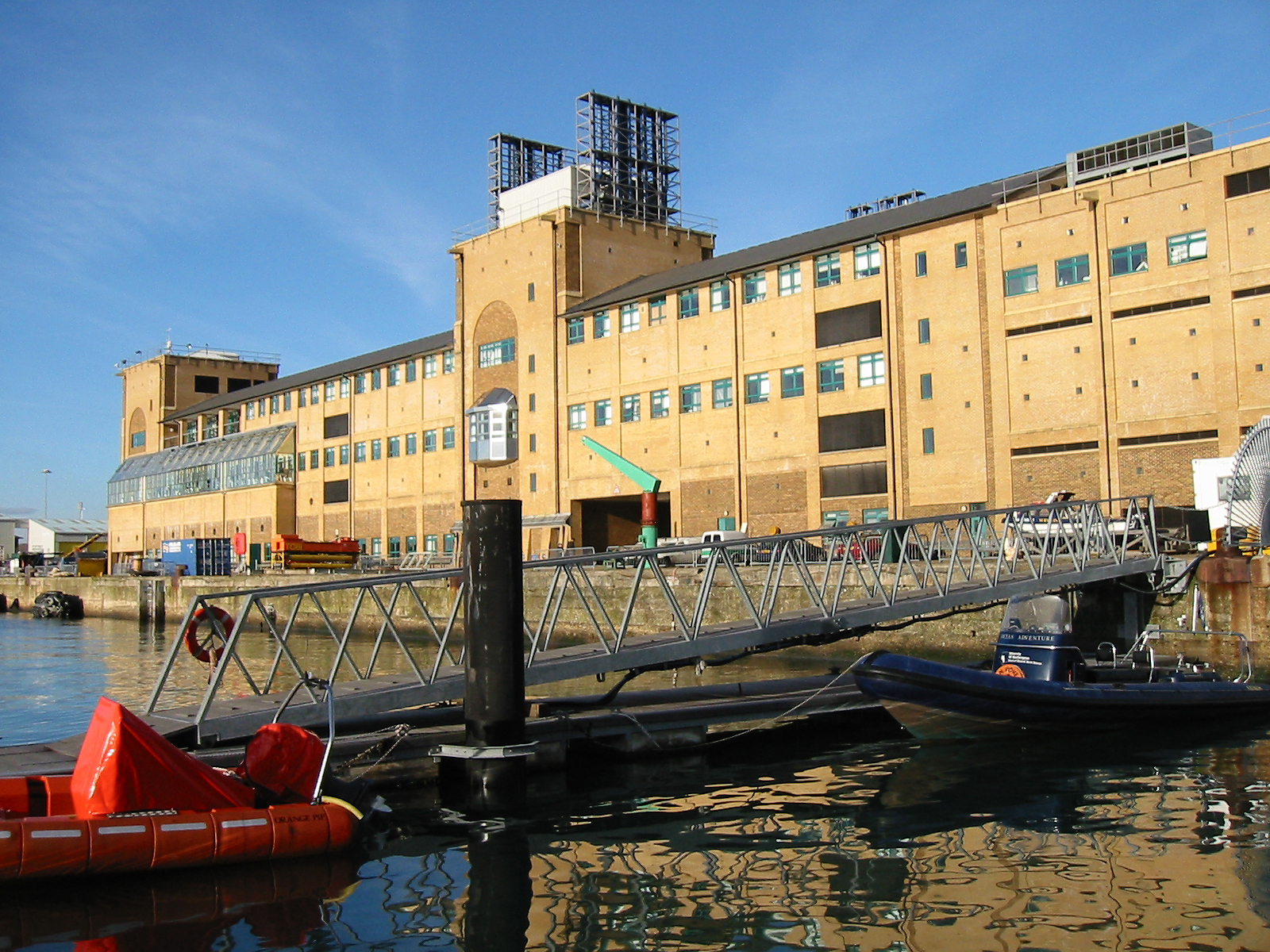
Národní oceánografické centrum

Southampton byl jeden z reformovaných distriktů při správní reformě z roku 1835 a zahrnoval obvody All Saints, Holy Rood, St John, St Lawrence, St Mary, St Michael a část jižního Stonehamu. Statutárním městem se stal roku 1888. V následující době docházelo k vyčleňování a začleňování některých oblastí, které skončilo roku 1967. Roku 1972 Southampton ztratil status statutárního města, krátce nato se stal samostatnou správní jednotkou (unitary authority) a stal se administrativně nezávislým na hrabství Hampshire. Roku 1964 získal Southampton status města.
Rada města má 48 členů, z nichž je v jednom volebním období znovu zvolena jedna třetina. Město je pro volby do parlamentu rozděleno na tři volební obvody – Southampton Itchen (východní část města), Southampton Test (západní část města) a  Romsey (severní části města).

## Doprava
Vzhledem k tomu, že je Southampton velkým přístavem, má dobré dopravní spojení s ostatními částmi země. Dálnice M27, spojující jižní oblast Velké Británie, prochází nedaleko na sever od Southamptonu. Dálnice M3 spojuje město s Londýnem a po silnici A34 s odbočkou u Winchesteru i s oblastí Midlands a severními částmi země. Silnice M271 zprostředkovává spojení centra města a doků na dálnici M27.
Southampton má také velmi dobré železniční spojení využívané jak pro nákladní dopravu z doků tak i pro dopravu cestujících. Hlavní železniční stanicí je Southampton Central. Železniční trať směrem na východ spojuje město s Portsmouthem a Brightonem, na severovýchod s Winchesterem a Londýnem, na sever s Readingem a Birminghamem, na severozápad s Salisbury, Bristolem a Cardiffem a na západ s Bournemouthem, Poole a Weymouthem. Southamptonské autobusové stanoviště bylo nedávno rekonstruováno aby bylo schopno odbavit cestující na linkách zajišťovaných společností National Express Group.
Letiště Southampton je místní letiště nacházející se v Eastleighu, u jeho jižního okraje, nedaleko od Southamptonu. S městem je spojeno železniční linkou a odbavuje lety do ostatních částí země a blízkých evropských měst.

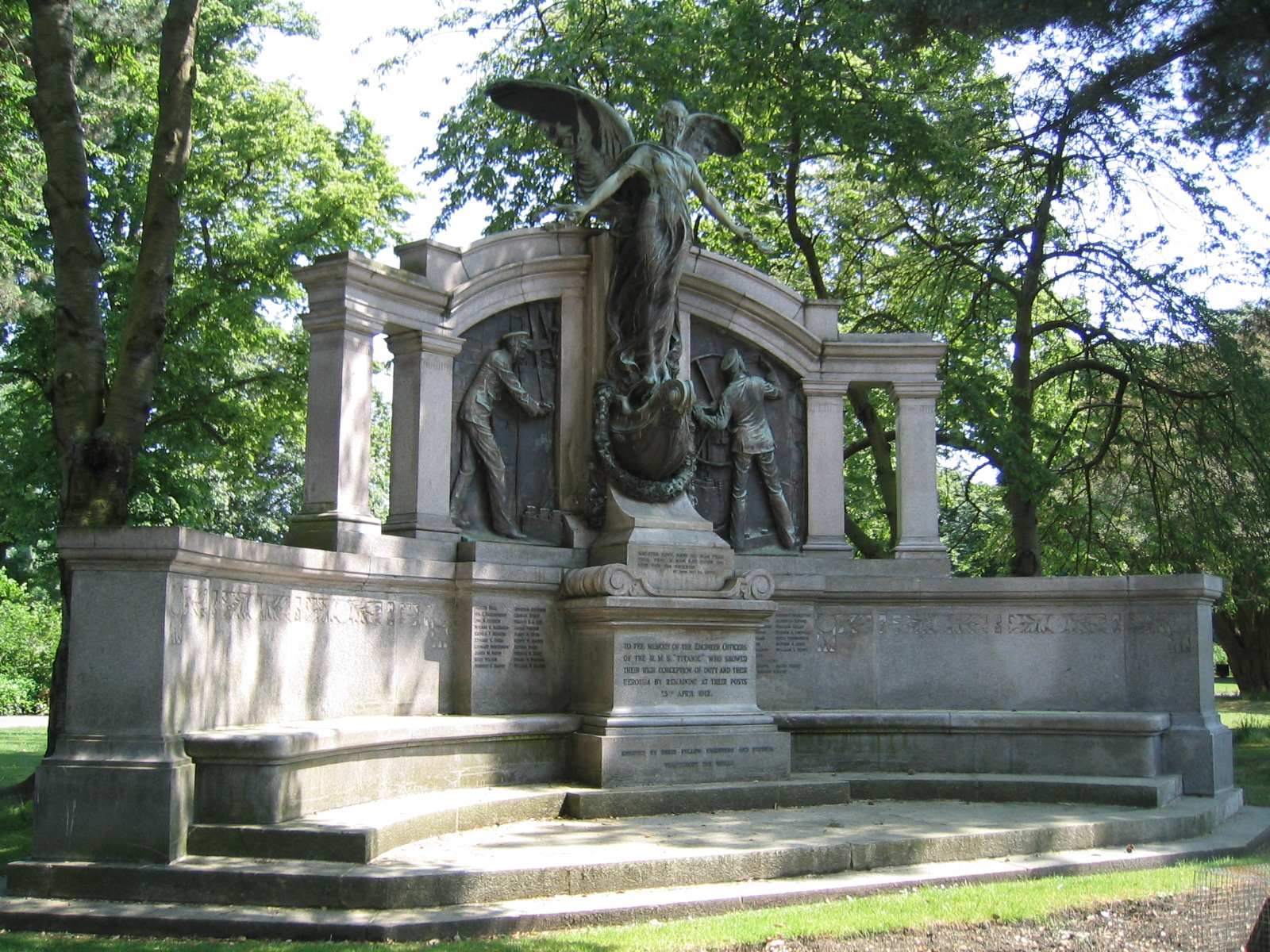
Památník členům posádky Titanicu

Southampton již nyní není přístavem pro trajektovou dopravu přes kanál, je přestupní stanicí pro tři vnitrostátní trajektové linky se stanovištěm u Town Quay. Dvě z těchto linek, trajekt převážející automobily a rychlý katamarán pro dopravu cestujících, provozuje společnost Red Funnel a přepravuje cestující do Cowes a Isle of Wight. Třetí spoj, zajišťovaný společností Hythe Ferry, převáží cestující do Hythe na opačném břehu Southamptonského zálivu. Doprava z Town Quay je zabezpečována bezplatnými autobusovými spoji.
Městská hromadná doprava má převážně charakter silniční dopravy. Hlavními autobusovými dopravci jsou společnosti First, Solent Blue Line a Uni-Link. Podíl dalších dopravců – Stagecoach a Wilts and Dorset je menší. Ve městě existuje i služba typu Dial a Ride (objednání dopravy, využívané především lidmi s omezenou pohyblivostí) financované z městského rozpočtu. Místní železniční linky spojují Southampton s Swaythlingem, St. Denys, Millbrookem, Redbridge, Bitterne, Sholingem a Woolstonem.

## Demografie
Poslední sčítání lidu proběhlo v Southamptonu v roce 2011, kdy zde žilo 236 882 obyvatel, z čehož 119 453 obyvatel tvořili muži a 117 429 ženy.

## Sport
Populárním sportem, pro který má město velmi dobré podmínky, je jachting. Mnoho jachtařských klubů se nachází na řece Hamble a v Ocean Village - místním přístavu. Mnoho těchto klubů poskytuje možnost výuky základů jachtařského sportu. V letech 1977 až 2001 v Southamptonu startoval Whitbread Around the World Yacht Race (nyní známý jako Volvo Ocean Race).
Southampton FC, místní fotbalový klub dosáhl svého největšího úspěchu v roce 1976 kdy porazil ve finále Anglického poháru Manchester United. V současné době hraje v nejvyšší anglické fotbalové soutěži. Od roku 2001 je jeho domovským stadiónem St Mary's Stadium vybudovaný nákladem 32 miliónů liber, který pojme až 32 689 diváků.

## Osobnosti města
- John Jellicoe (1858–1935), britský admirál a generální guvernér Nového Zélandu
- Benny Hill (1924–1992), britský herec a komik
- Ken Russell (1927–2011), britský filmový režisér
- Allen Jones (* 1937), britský malíř, sochař a grafik
- Darren Anderton (* 1972), britský fotbalový útočník
- Will Champion (* 1978), britský multiinstrumentalista a bubeník anglické rockové skupiny Coldplay
- Rishi Sunak (* 1980), britský politik
- Craig David (* 1981), britský zpěvám
- Laura Carmichael (* 1986), britská herečka
- Sam Vokes (* 1989), britský fotbalový útočník
- Levi Colwill (* 2003), britský fotbalový obránce

## Partnerská města
- Kališ, Polsko
- Le Havre, Francie
- zemský okres Rems-Murr, Německo
- Qingdao, Čína